# Округ Вајтсајд (Илиноис)
Вајтсајд (енгл. Whiteside County) је округ у америчкој савезној држави Илиноис.

## Демографија
По попису из 2010. године број становника је 58.498, што је 2.155 (-3,6%) становника мање 2000. године.
| Група             | 2000.          | 2010.          |
| Белци             | 53.946 (88,9%) | 50.263 (85,9%) |
| Афроамериканци    | 616 (1,0%)     | 781 (1,3%)     |
| Азијати           | 254 (0,4%)     | 276 (0,5%)     |
| Хиспаноамериканци | 5.347 (8,8%)   | 6.455 (11,0%)  |
| Укупно            | 60.653         | 58.498         |